# Gonçalo Falcão
Gonçalo Falcão foi um militar do século XVI.

## Biografia
Foi um dos mais heróicos defensores de Diu, sendo Governador da Praça António da Silveira. Comandou, então, o Baluarte de Santiago, em cuja defesa se portou heroicamente.